# ابن فرشان
تقع قرية (الموذحة) في جنوب الطائف في سلسلة جبال السروات وتبعد عن الطائف بحولي 120 كم مع مسار السيارات وتبعد بمسافة الافقية بـ80كم.
وهي قرية خصبة للزراعة وهي من أشهر القرى المجاورة بالزراعة حيث يزرع فيها العنب والرمان والخوخ والمشمش والتين واللوز الا انه في السنوات القليلة الماضية من عام 1429هـ قلت المياة في الابار من قلة الأمطار
يسكنها الفراشين والسيودة والخاطر ومن رجالها المشهورين الشيخ مسفر بن شايع ابن فرشان اشتهر بالكرم والشيخ عبد الله بن شايع و مبارك بن خضر وعواض بن رده السيد وسعد بن مبارك.
تقع القرية بين جبلين وهي المسطبحة والمشارق ومن أشهر الشعاب التي تصب فيها شعب الفراشين وشعب العيادين والصيق وشعب ابن بسيس.